# 1934 na Alemanha
Esta é uma cronologia dos fatos acontecimentos de ano 1934 na Alemanha.

## Eventos
- 26 de janeiro: A Alemanha e a Polônia assinam um pacto não-agressão.
- 12 de março: O Ministro da Guerra da Alemanha nazista, Werner von Blomberg, anuncia a expulsão dos judeus da Reichswehr, o conjunto das forças armadas alemães.
- 31 de março: O Vossische Zeitung, um dos mais antigos jornais diários da Alemanha, cessa sua publicação.
- 30 de junho: Na Noite das Facas Longas, o Partido Nazista decide executar dezenas de seus membros políticos.
- 2 de agosto: Adolf Hitler torna-se o chefe de estado da Alemanha, que adota o título de Führer após a morte do presidente Paul von Hindenburg.

## Nascimentos
- 5 de abril: Roman Herzog, político.

## Mortes
- 1 de julho: Edgar Julius Jung, político (n. 1894).
- 2 de julho: Ernst Röhm, auxiliar de confiança de Hitler (n. 1887).